# 吳春桃
吳春桃（1963年—），生於湖南，中國作家。
丈夫為陳桂棣，兩者合著《中國農民調查》等一類報告文學作品。兩人於2000年3月育有一子。

## 出版著作
- 《中國農民調查》，陳桂棣、吳春桃著，人民文學出版社2004年1月初版。ISBN 7020044360/I 3369
- 《包公遺骨記》，陳桂棣、吳春桃著，人民文學出版社2005年5月初版。ISBN 7-02-005194-4
- 《小崗村的故事》，陳桂棣、吳春桃著，華文出版社2009年9月初版。ISBN 978-7507528367